# Джером Карл
 Джером Карл (на английски: Jerome Karle, роден като Джером Карфункел, на английски: Jerome Karfunkle) е американски физикохимик, носител на Нобелова награда за химия през 1985 година за директен анализ на кристални структури, с помощта на рентгеноструктурен анализ.

## Биография

### Младежки години и образование
Карл е роден на 18 юни 1918 година в Ню Йорк, САЩ, в еврейско семейство със силен интерес в областта на изкуството. Той свири на пиано като младеж и участва в редица състезания, но много повече се интересува от наука. Посещава гимназията „Ейбрахам Линкълн“ в Бруклин. Като младеж Карл практикува хандбал, фигурно пързаляне, американски футбол и плуване в Атлантическия океан.
Той започва колеж на 15-годишна възраст и получава бакалавърска степен от Сити колидж в Ню Йорк през 1937 г., където кара допълнителни курсове по биология, химия и математика в допълнение към необходимата учебна програма. Получава магистърска степен от университета в Харвард през 1938 г., като специализира в областта на биологията.
Като част от план да събере достатъчно пари, за да си плати за по-нататъшната специализация, Карл заема позиция в Нюйоркския Държавен департамент за здравеопазване в Олбани, където разработва метод за измерване на нивата на разтворения флуор, техника, която ще се превърне в стандарт за флуорирането на водата.
Той се записва в университета в Мичиган през 1940 г. и се срещна с бъдещата си съпруга. Двамата се женят през 1942 г. Въпреки че завършва през 1943 г., докторската степен му е дадена следващата година.

### Научни изследвания
Започвайки през 1943 г., след завършване на докторантура, Карл работи по проекта „Манхатън“ в Университета на Чикаго със съпругата си д-р Изабела Карл, един от най-младите учени и една от няколкото жени по проекта. През 1944 г. те се връщат в университета в Мичиган, където Карл работи по проект за изследователската военноморска лаборатория на САЩ. През 1946 г. се премества във Вашингтон да работи за Военноморската лаборатория за научни изследвания.
Карл и съпругата му се пенсионират от Военноморската изследователска лаборатория на 31 юли 2009 г., след общо за двамата 127 години на обслужване на правителството на Съединените щати – Карл се присъединява през 1944 г., а съпругата му, две години по-късно.
Джером Карл умира на 6 юни 2013 година на 94-годишна възраст.

## Признание
Карл и Хърбърт А. Хауптман са отличени с Нобелова награда за химия през 1985 г. за работата си в използването на техники на ренгеноструктурен анализ, използван за определяне на структурата на кристали.